# Pàvlovka (Krasnoiarsk)
|  | Per a altres significats, vegeu «Pàvlovka». |

Pàvlovka (en rus: Павловка) és un poble del krai de Krasnoiarsk, a Rússia, segons el cens del 2017 tenia 79 habitants. Pertany al districte municipal d'Aguínskoie.